# Платонов реализъм
Платонов или Платонически реализъм е термин, който се използва за обозначаване на възгледите на гръцкия философ Платон (около 427-347 г. пр.н.е.) относно съществуването на универсални или абстрактни обекти. Доколкото той смята универсалиите за идеални форми, неговата позиция често е наричана платонов идеализъм, което е предпоставка за известно объркване: тя не следва да бъде бъркана с идеализма, какъвто го представя, примерно, Джордж Бъркли. Платонoвите абстракции не са нито пространствени и времеви, нито психически, така че те са несъвместими с емфазата, която по-късният идеализъм поставя на психичното съществуване. Платонови форми са геометричните фигури и числа, и те собствено са в основата на неговия реализъм. По аналогия Платон въвежда и други реалии, Форми на доброто, което е своеобразно допълнение и основа на един етически реализъм.
Платон излага своето схващане за реализма по отношение на (съществуването на) универсалното в диалога си „Държавата“ и другаде, по-специално във Федон, Федър, Менон и Парменид.

## Универсалии
В Платоновия реализъм, универсалиите не съществуват по начина, по който обикновените физически обекти съществуват, въпреки че Платон метафорично посочва тези предмети, за да обясни своите концепции. По-новите версии на теорията имат за цел да избегнат прилагането на потенциално подвеждащи описания на универсалиите. Вместо това, тези версии поддържат тезата, че е безсмислено да се приемат категориите на пространството и времето като универсални.
Независимо от тяхното описание, Платоновият реализъм твърди, че универсалиите не съществуват в по-широк, абстрактен смисъл, на каквото и да е пространствено или времево разстояние от органите хората. По този начин, хората не могат да видят или по друг начин да влязат в контакт със сензорни универсалии, но за да си представи универсалиите, човек трябва да бъде в състояние да си представи тези абстрактни форми.

### Теории на универсалиите
Теориите на универсалиите, включително и платоновият реализъм, са изправени пред предизвикателството да отговарят на някои ограничения, свързани със спора за универсалиите.
Платоновият реализъм силно отговаря на едно от тези ограничения, с това, че е теория на общите условия, към които се отнасят. Формите са идеални в предоставянето на смисъла на референтите за общите условия. Това е, за да се разберат понятия като applehood и зачервяване, Платонoвия реализъм казва, че те се отнасят до формите. Наистина, Платонизмът получава голяма част от правдоподобността, защото се споменава зачервяване, например, отнася се до нещо, което е извън времето и пространството, но за което има много специфични примери.
Някои съвременни лингвистични философи тълкуват платонизма с твърдението, че универсалиите съществуват независимо от данните (универсално е нещо, което може да се основава на нещо специално). По същия начин, съвременната форма на Платонизма се намира в преобладаващата философия на математиката, особено по отношение на основите на математиката. Тълкуването на Платон на тази философия включва тезата, че математиката не е създадена, а открита.

### Форми
Тълкуването на Платон за универсалното, е свързано с неговата теория за формите, в която той използва условията εἶδος (Eidos: „форма“) и ἰδέα (идея: „характеристика“), за да опише своята теория. Формите са независими абстрактни предмети или парадигми (παραδείγματα: модели в природата), от които определени обекти и свойствата и отношенията, присъстващи в тях са копия. Формата е присъща на данните и те участват във формата. Класическата идея е преведен като „идея“, но помощната литература сега използва термина „форма“ (или понякога „вид“, обикновено в обсъждане на Платоновия софизъм и Държавник), за да се избегне объркване с английската дума „мисъл“.
Платоновата форма може да се илюстрира с контрастен материал триъгълник и идеална триъгълник. Формата на Платон е идеалния триъгълник – фигура с перфектно изготвени линии, чиито ъгли достигат до 180 градуса. Всяка форма на триъгълник, който ние възприемаме, ще бъде един несъвършен представител на идеалния триъгълник. Независимо от това как точно са измервани и с какви инструменти, те никога не ще бъде в състояние да пресъздадат тази перфектна форма. Дори дадена точка от него, в която нашите сетива не могат да възприемат нито един дефект, по своята същност формата все още ще бъде несъвършена; не е в състояние да отговаря на идеалния триъгълник.
Някои версии на Платоновия реализъм, подобно на Прокъл, считат формите на Платон, като мислите в ума на Бога. Най-обмислените форми не могат да бъдат като смахнатата същност на всички.

## Данни
В Платоновия реализъм, формите са свързани с данните (копия на обекти и имоти) с това, че специално се разглеждат като копие на неговата форма. Например, специално ябълката се казва, че е копие на формата на Applehood и зачервяването на ябълката, е пример за формата на зачервяване. Участието е друга връзка между форми и данни. Данните участват във формите, както и формите присъстват в данните.
Според Платон, има някои форми, които не са инстанция на всички, но той твърди, че това не означава, че формите не могат да бъдат инстанция. Формите са в състояние да се създадат инстанция от много различни данни, които могат да произтекат във форми "като много копия, или много наследени данни.

## Критика
Две основни критики, заедно с Платоновия реализъм, се отнасят до свойствеността и трудността на създаване на понятия без сетивното възприятие. Въпреки критиките си, обаче, реализмът има силни защитници. Неговата популярност през вековете е циклична.

### Критика на свойствеността
Критиците твърдят, че термините „пример“ и „копие“ не са допълнително определение и участието и свойствеността са приблизително еднакво загадъчно и непоучително. Те поставят под въпрос това, че формата на applehood е присъща на определена ябълка, или че ябълката е копие на формата на applehood. За критиката, изглежда, че формите не са пространствени, не могат да имат форма, следователно не може ябълката да е със същата форма като формата. По същия начин, критиката твърди, че не е ясно какво означава като се каже, че една ябълка участва в applehood.
Аргументи, опровергаващи критиката на свойствеността, обаче, твърдят, че във формата на нещо пространствено може да липсва пространственото местоположение и все пак абстрактно да има пространствени качества. Една ябълка, след това, може да има същата форма като форма. Такива аргументи обикновено твърдят, че връзката между нещо конкретно и формата му е много разбираема и лесна за схващане и хората безпроблемно прилагат Платоновата теория в ежедневието си, че свойствената критика е създадена от изкуственото търсене, за да се обясни по разбираем начин свойствеността. Това означава, че аргумента подкрепя твърдението, че критиката е просто илюзия на проблема и по този начин не биха могли да направят философска концепция.

### Критика на понятията без сетивното възприятие
Критиката на формите се отнася до произхода на понятията без да се възползва от сетивното възприятие. Например, за да се мисли за зачервяване по принцип, според Платон, е да се мисли за формата на зачервяването. Критиците, обаче, задават въпроса как може да има понятие за форма, съществуваща в специална сфера на Вселената, независимо от времето и пространството, тъй като това понятие не може да дойде от сетивното възприятие. Въпреки че може да се види една ябълка и зачервяване, критиката твърди, че тези неща просто участват, или са копия на формите. Те твърдят, че да си представим конкретна ябълка и зачервяване, не е като да си представим applehood или зачервяване като цяло, така че те поставят под въпрос източника на понятието.
Платоновото учение за спомена, обаче, адресирано към критиката, казва, че душите се раждат с концепциите на формите, и това трябва да се напомни на тези понятия още преди раждането им, когато душите са в близък контакт с формите в Платоновото небето. Платон е известен като един от най-първите рационалисти, вярвайки, че хората се раждат с фонд от априорно познание, до който имат достъп чрез процес на разума или умствена работа – процес, който критиците, намират за загадъчен.
По-модерен отговор на критиката на понятията без сетивното възприятие е твърдението, че универсалността на неговите качества е дадена неизбежно, предвид това, че само един обект преживява с помощта на общи понятия. Тъй като критиката вече схваща връзката между абстрактното и пространственото, е подтикната да спре да мисли, че това предполага противоречие. Отговорът примирява Платонизма с Емпиризъм итвърди, че е абстрактен обект, реален и познаваем от неговия пример. Тъй като критика разбира всичко абстрактно, отговорът предполага само да се откаже от предразсъдъците и да го приеме.